# St. Augustinus (Strahovice)

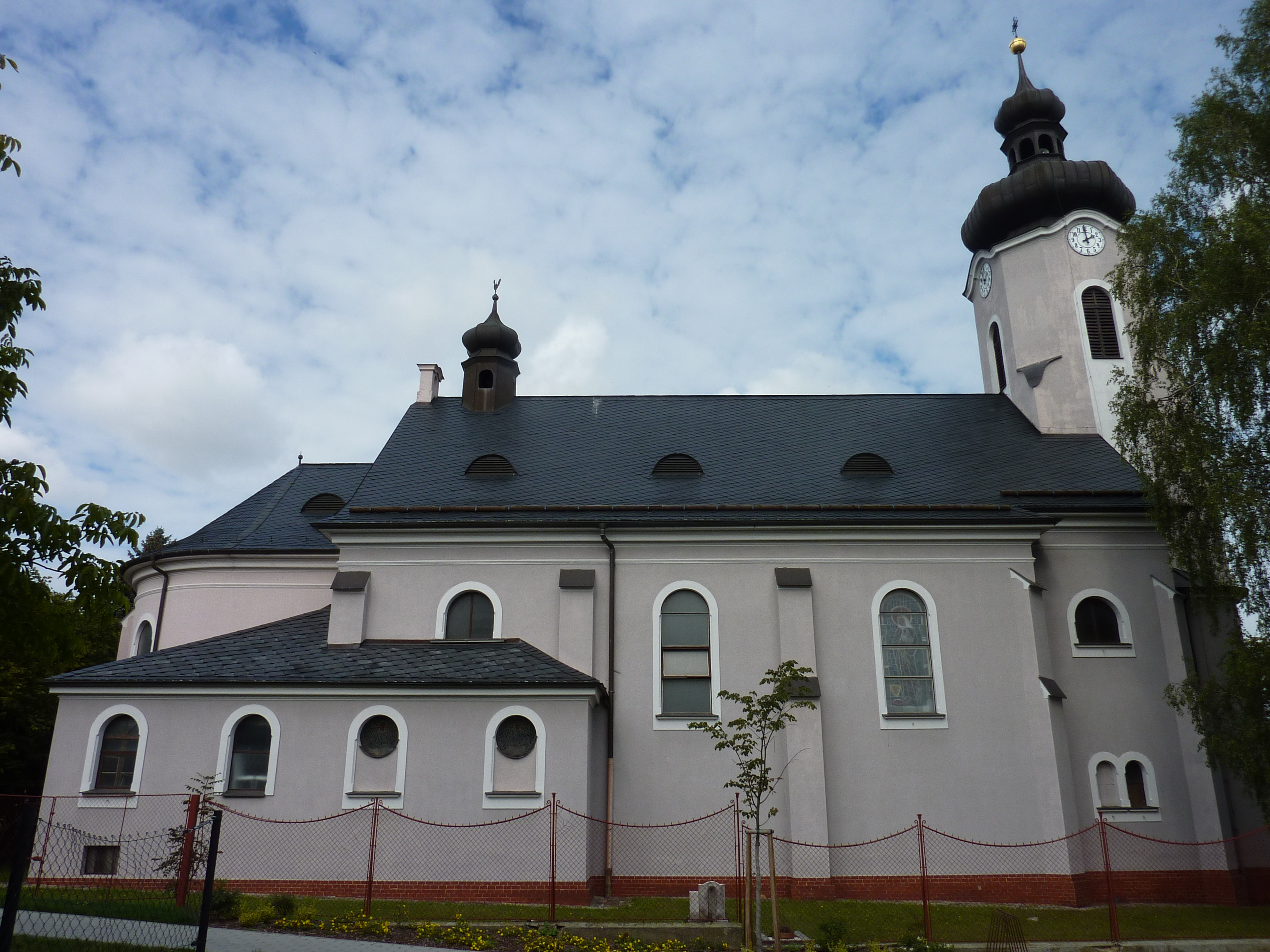
Ansicht von Süden

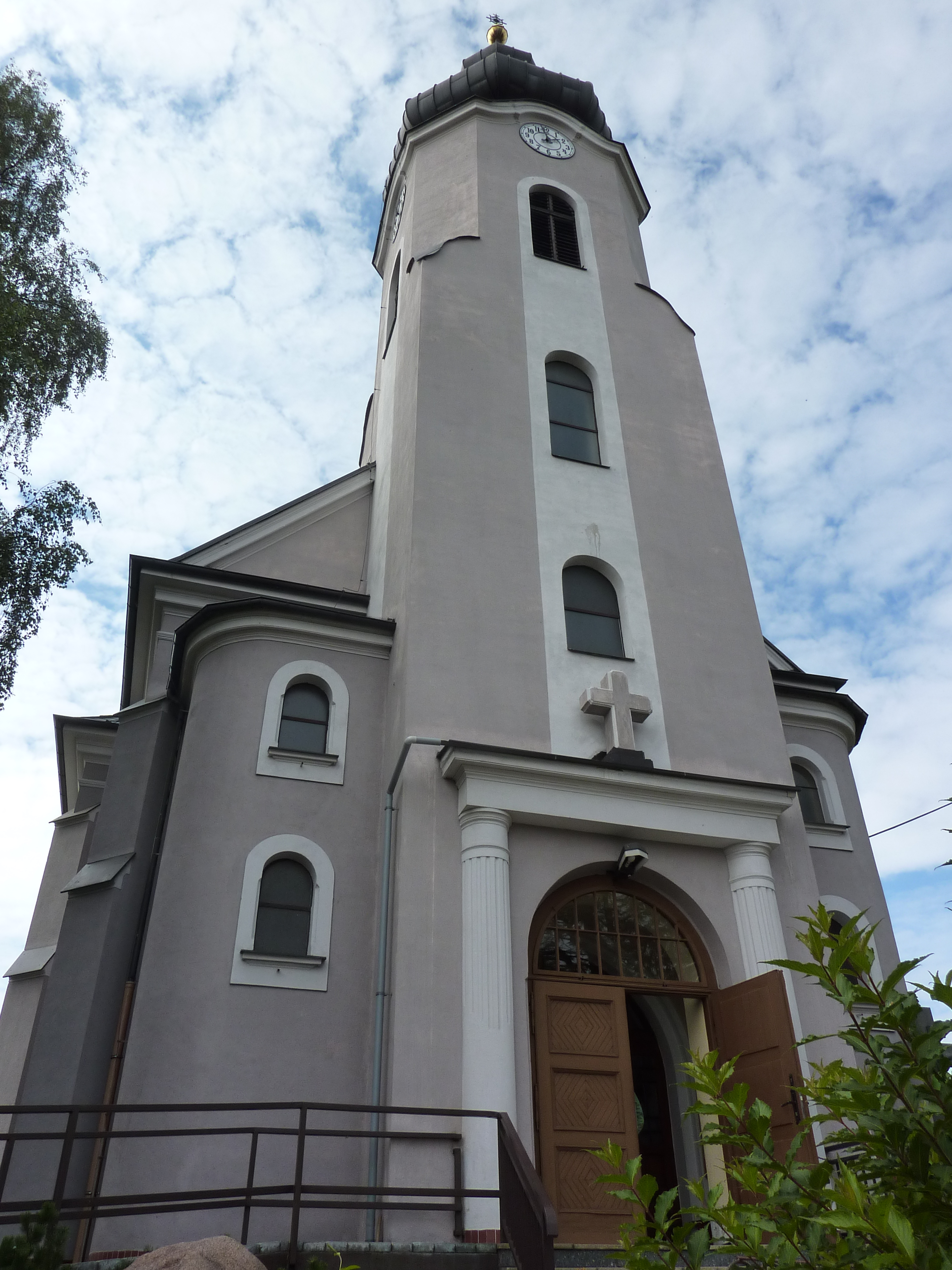
Ostseite der Kirche

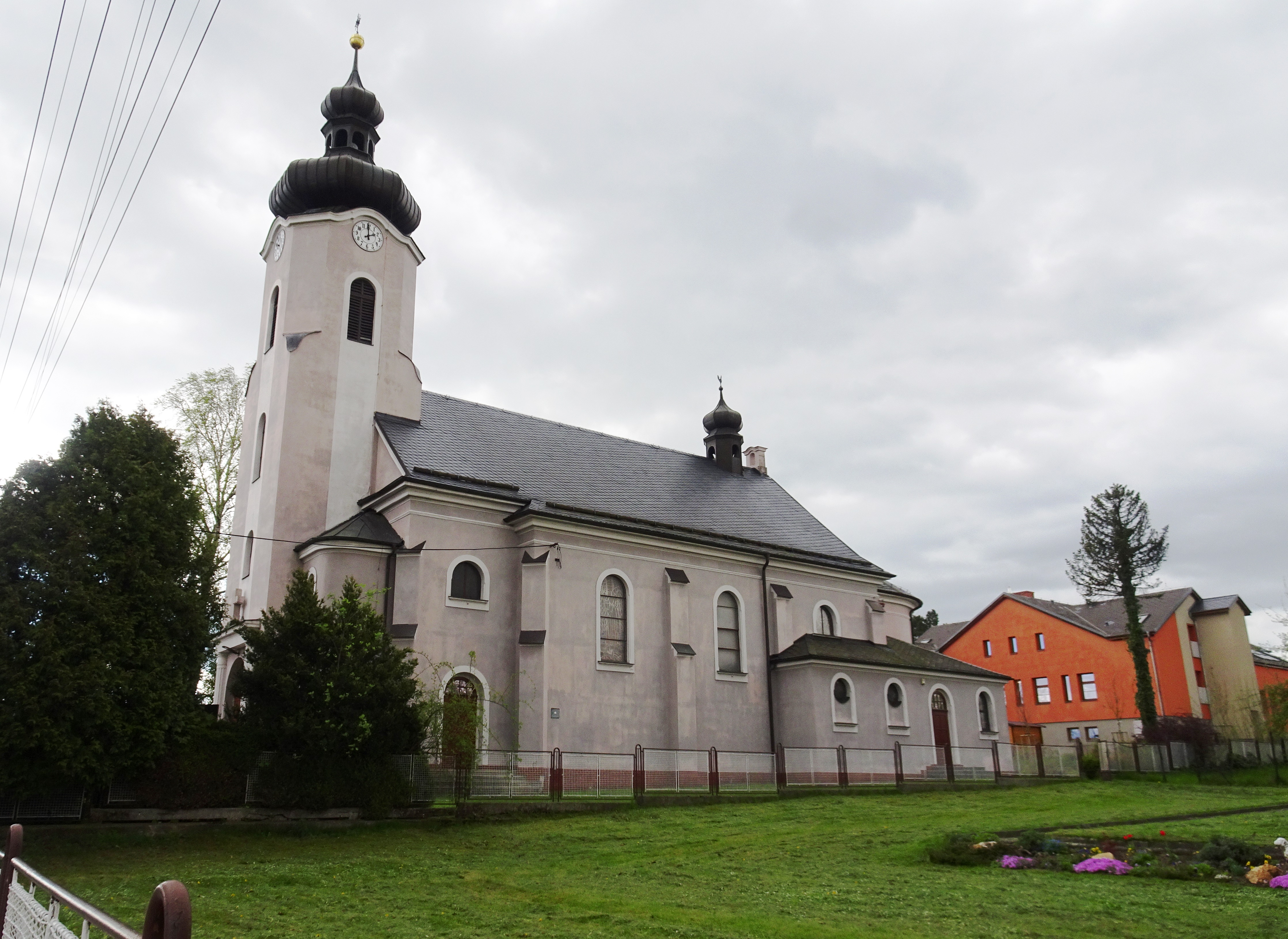
Blick von Nordosten auf die Kirche, im Hintergrund der Kindergarten

Die neobarocke Kirche St. Augustinus (tschechisch Kostel svatého Augustina) ist eine dem hl. Augustinus von Hippo geweihte Pfarrkirche des römisch-katholischen Bistums Ostrau-Troppau in der Gemeinde Strahovice (Strandorf) im Okres Opava, Tschechien.

## Lage
Die geostete Kirche steht im Ortszentrum von Strahovice. In unmittelbarer Umgebung befinden sich der Kindergarten, die Grundschule, die Turnhalle und ein TEMPO-Markt.

## Geschichte
Das schlesische Dorf Strandorf war über Jahrhunderte zur Kirche St. Nikolaus im Marktflecken Kranowitz eingepfarrt. Im Zuge der Abtretung des Hultschiner Ländchens wurde Strandorf 1920 der Tschechoslowakei zugeschlagen, während Kranowitz beim Deutschen Reich verblieb.
In Folge der Grenzziehung wurde 1921 in Strahovice/Strandorf eine Pfarrei unter dem Dekanat Hlučín eingerichtet und mit dem Bau des Pfarrhauses begonnen. Als erster Pfarrer wurde Josef Vrchovecký eingesetzt. Die Gottesdienste fanden in der Kapelle des hl. Augustinus statt, die jedoch für die durchweg aus Katholiken bestehende 700-Einwohner-Gemeinde unzureichend war. Mittels Geldern aus Sammlungen und Spenden sowie Eigenleistungen begann die Kirchgemeinde mit dem Bau einer eigenen Kirche, die am 24. Oktober 1924 durch den Olmützer Erzbischof Leopold Prečan geweiht wurde.
Im Jahre 1934 erfolgte eine Ausmalung der Kirche im Beuroner Stil. 1936 erhielt das Geläut eine dritte – dem hl. Josef geweihte – Glocke. Während der Mährisch-Ostrauer Operation wurde die Kirche im April 1945 schwer beschädigt; die Kapelle der Maria von Schönstatt und das Pfarrhaus erlitten leichtere Schäden. Durch Spenden und Eigenleistungen der Gemeindeglieder erfolgte ab 1948 die Instandsetzung der Kirche. 1951 erhielt die Kirche zwei neue Buntglasfenster; im Jahr darauf wurde die Turmuhr erneuert. Im Jahre 1955 wurde die Kirche mit einer neuen Orgel versehen. Nach dem Zweiten Vatikanischen Konzil erhielt die Kirche 1965 einen hölzernen Volksaltar, er wurde 1993 durch einen aus Marmor gefertigten ersetzt.
Die Anschaffung neuer Glocken, für die in den 1970er Jahren in Strahovice eine Sammlung durchgeführt worden war, wurde von der Bezirksverwaltung Opava nicht genehmigt und konnte erst 1991 – nach der Samtenen Revolution – erfolgen.
Am 21. Februar 1994 wurden bei einem Einbruch die Statue des hl. Josef vom Seitenaltar, sieben Kreuzwegbilder, eine Monstranz und ein Ziborium gestohlen; außerdem wurde der Tabernakel beschädigt. Aus Sammlungsgeldern konnte 1995 eine Figur des hl. Josef angekauft werden.
In den Jahren 1968 und 1996 erfolgten Neuausmalungen mit heller Wandfarbe; von der ursprünglichen Bemalung blieben nur die farbigen Heiligenmedaillons erhalten. 1999 erhielt die Kirche eine neue, vom  Zeitzeichensender DCF77 gesteuerte Funkuhr. 2015 wurde der zuvor aus der Sakristei zugängliche Kanzel mit einem neuen direkten Zugang vom Schiff versehen und an der Vorderseite Marmortafel mit den Symbolen der Zehn Gebote angebracht.
Die Pfarrei Strahovice wird heute zusammen mit der Schwesterpfarrei Chuchelná verwaltet.

## Beschreibung
Das 30 m lange und 12–14 m breite Bauwerk wird an der Ostseite durch einen 33 m hohen Kirchturm mit Turmuhr und Zwiebellaterne abgeschlossen. Die Uhrblätter haben einen Durchmesser von 1,20 m. Die Deckenhöhe des Schiffes beträgt 11 m; über seiner Westseite befindet sich eine Dachlaterne mit Zwiebelhaube. Das Geläut bestand ursprünglich aus zwei Glocken – Jungfrau Maria und St. Wenzel (250 kg); eine dritte – St. Josef – wurde 1936 angeschafft. Die Glocken Jungfrau Maria und St. Josef gingen während des Zweiten Weltkriegs als Kriegsmetall verloren. 1991 wurden zwei neue Kirchenglocken – Jungfrau Maria (490 kg) und St. Josef (250 kg) angeschafft.
Der aus schlesischem Marmor gefertigte Hauptaltar wird von einer von Engelsfiguren aus Sandstein flankierten Statue des Göttlichen Herzen Jesu geschmückt. Darüber befindet sich seit 1968 an Bildnis des hl. Augustinus von Hippo, das 1996 restauriert wurde.
Auch die Seitenaltäre der Jungfrau Maria von Lourdes und des hl. Josef, der Gedenkstein für die gefallenen Soldaten zu Ehren Unserer Lieben Frau von den Sieben Schmerzen, das Taufbecken, die Kanzel sowie das Trenngitter zwischen dem Hauptaltar und dem Presbyterium bestehen aus schlesischem Marmor. Die Buntglasfenster hinter dem Hauptaltar mit Darstellungen des hl. Ambrosius und der hl. Monika entstanden 1951. Im Jahre 1954 wurde Kirche mit zwei Ölgemälden von Vincent Hurník, die Maria Goretti und den Apostel Judas Thaddäus darstellen, ausgestattet. Bei den Seitenaltären wurden 1960 Vitragen mit Darstellungen der Hll. Pius X., Viktor I., Bernadette Soubirous und Barbara von Nikomedien angebracht. In der Weihnachtszeit wird ein Seitenaltar durch eine Weihnachtskrippe, die die Kirche 1985 als Geschenk erhielt, geschmückt. Im hinteren Teil der Kirche befinden sich seit 1995 zwei Vitragen der hl. Hedwig von Andechs und des Erzengels Michael. Die beiden hölzernen Engel an den Seiten des Schiffs schuf 2015 der örtliche Künstler Viktor Slavík.